# Enred@d@s
Enred@d@s fue un programa de televisión emitido en España por La 1 desde el 27 de abril hasta el 6 de agosto de 2022,estaba  presentado por María Gómez y Sara Escudero.

## Formato
Desenfadado infoshow, de unos 30 minutos de duración, que albergaba información, divulgación y entretenimiento con un contenido variado y heterogéneo. Una ventana al mundo audiovisual y digital, dirigido a todos los públicos, desde su siempre genuino punto de vista mostraba a los espectadores cuáles son los contenidos más espectaculares, curiosos, fascinantes, asombrosos y divertidos.

## Equipo

### Presentadoras
| Presentador   | Profesión    | Duración | Temporadas |
| ------------- | ------------ | -------- | ---------- |
| María Gómez   | Presentadora | 2022     | 1          |
| Sara Escudero | Presentadora | 2022     | 1          |

### Temporada 1 (2022)
| 1  | 27/04/2022 | 540 000 (3,6%) |
| 2  | 28/04/2022 | 815 000 (5,3%) |
| 3  | 03/05/2022 | 654 000 (4,2%) |
| 4  | 04/05/2022 | 666 000 (4,3%) |
| 5  | 05/05/2022 | 749 000 (5,1%) |
| 6  | 11/05/2022 | 643 000 (4,3%) |
| 7  | 17/05/2022 | 756 000 (5,3%) |
| 8  | 18/05/2022 | 640 000 (4,5%) |
| 9  | 19/05/2022 | 582 000 (4,2%) |
| 10 | 24/05/2022 | 669 000 (4,6%) |
| 11 | 25/05/2022 | 748 000 (5,2%) |
| 12 | 26/05/2022 | 807 000 (6,0%) |
| 13 | 31/05/2022 | 703 000 (5,0%) |
| 14 | 07/06/2022 | 704 000 (5,1%) |
| 15 | 08/06/2022 | 686 000 (5,1%) |
| 16 | 14/06/2022 | 782 000 (5,9%) |
| 17 | 15/06/2022 | 626 000 (4,8%) |
| 18 | 16/06/2022 | 786 000 (6,1%) |
| 19 | 21/06/2022 | 617 000 (4,6%) |
| 20 | 22/06/2022 | 699 000 (5,4%) |
| 21 | 23/06/2022 | 791 000 (6,9%) |
| 22 | 28/06/2022 | 695 000 (5,4%) |
| 23 | 29/06/2022 | 675 000 (5,3%) |
| 24 | 30/06/2022 | 624 000 (5,0%) |
| 25 | 05/07/2022 | 817 000 (6,5%) |
| 26 | 06/07/2022 | 902 000 (7,5%) |
| 27 | 07/07/2022 | 867 000 (7,5%) |
| 28 | 13/07/2022 | 822 000 (7,5%) |
| 29 | 14/07/2022 | 793 000 (7,3%) |
| 30 | 19/07/2022 | 794 000 (7,0%) |
| 31 | 25/07/2022 | 812 000 (7,4%) |
| 32 | 27/07/2022 | 761 000 (7,2%) |
| 33 | 28/07/2022 | 836 000 (7,9%) |
| 34 | 06/08/2022 | 381 000 (6,2%) |

### Enred@d@s: Temporadas
| Edición                      | Fecha | Programas | Cadena | Audiencia      |
| ---------------------------- | ----- | --------- | ------ | -------------- |
| Enred@d@s: Primera temporada | 2022  | 33        | La1    | 729 000 (7,1%) |